# Le Messager de la mort
Pour plus de détails, voir Fiche technique et Distribution.
Le Messager de la mort (Messenger of Death) est un film américain réalisé par J. Lee Thompson, sorti en 1988.

## Synopsis
Garret Smith, célèbre reporter au Denver Tribune, couvre une affaire de massacre horrible d'une famille de mormons, toutes les épouses et les enfants ayant été assassinés. Il semble que l'affaire s'explique par les mœurs étranges des mormons, qui admettent qu'il faut parfois tuer pour sauver l'âme de celui qui est sous l'emprise de l'Antichrist. À y regarder de plus près, l'affaire n'est peut-être pas si interne aux mormons que cela...

## Fiche technique
- Titre français : Le Messager de la mort
- Titre original : Messenger of Death
- Réalisation : J. Lee Thompson
- Scénario : Paul Jarrico, d'après la nouvelle The Avenging Angel de Rex Burns
- Musique : Robert O. Ragland
- Photographie : Gideon Porath
- Montage : Peter Lee-Thompson
- Production : Pancho Kohner
- Sociétés de production : Cannon Group & Golan-Globus Productions
- Société de distribution : Cannon Group
- Pays :  États-Unis
- Langue : Anglais
- Format : Couleur - Ultra Stéréo - 35 mm - 1.85:1
- Genre : Policier
- Durée : 91 min
- Classification : USA : R / Canada : 13+ (Québec) - AA (Ontario)
- Dates de sortie : 
  - États-Unis : 16 septembre 1988
  - Royaume-Uni : avril 1989
  - Autriche : mai 1989

Interdit aux moins de 12 ans.

## Distribution
- Charles Bronson (VF : Edmond Bernard) : Garret Smith
- Trish Van Devere (VF : Jacqueline Cohen) : Jastra Watson
- Laurence Luckinbill (VF : Jean-Claude Balard) : Homer Foxx
- Daniel Benzali (VF : Bernard Tixier) : Le chef de la police Barney Doyle
- Marilyn Hassett (VF : Annie Balestra) : Josephine Fabrizio
- Charles Dierkop (VF : Jacques Brunet) : Orville Beecham
- Jeff Corey (VF : Jacques Dacqmine) : Willis Beecham
- John Ireland (VF : Pierre Hatet) : Zenas Beecham
- Don Kennedy : Cyrus Pike
- Penny Peyser (VF : Michèle Lituac) : Trudy Pike
- Gene Davis (en) : Le chauffeur du tueur
- John Solari (VF : Jean-Claude Sachot) : Le tueur
- Bert Williams (VF : Michel Gudin) : Le shérif Yates
- Duncan Gamble : Le lieutenant Scully